# ケント・ディカプリオ
ケント・ディカプリオ（Kento DiCaprio）は、アメリカ合衆国のプロレスラー。

## 経歴
- 2012年9月8日、茨城県日立市、常陸プロレスでデビュー。
- 2016年7月2日、常陸プロレスHWCタイトル獲得
- 2017年10月1日、プロレスリングDEWA 2017タッグトーナメント優勝(w / 外崎幸作)
- 2020年からPRO-WRESTLING A-TEAMに参戦
- 2021年11月7日、WEWタッグ王座に挑戦(w / 外崎幸作)

## 得意技
Titanic Crush （タイタニック・クラッシュ）
Titanic Crash （タイタニック・クラッシュ）
Titanic Clash （タイタニック・クラッシュ）
フィッシャーマン・バスター

## 入場曲
- Kento DiCaprio: King of the World（エリック・ルース）

## タイトル歴
- 常陸プロレスHWC王者 (1回)
- プロレスリングDEWAタッグトーナメント優勝 (1回)

## エピソード
- 2000年、テネシー州チャタヌーガにあるMcCallie School（私立中高校）に卒業。
- 2004年、カリフォルニア州ロサンゼルス郡にあるポモナカレッジに卒業。
- 茨城県つくばみらい市在住。